# Ham Lake
Ham Lake é uma cidade localizada no estado americano de Minnesota, no Condado de Anoka.

## Demografia
Segundo o censo americano de 2000, a sua população era de 12.710 habitantes.
Em 2006, foi estimada uma população de 14.889, um aumento de 2179 (17.1%).

## Geografia
De acordo com o United States Census Bureau tem uma área de
92,4 km², dos quais 89,2 km² cobertos por terra e 3,2 km² cobertos por água.

## Localidades na vizinhança
O diagrama seguinte representa as localidades num raio de 16 km ao redor de Ham Lake.